# Paragymnopleurus rudis
Paragymnopleurus rudis är en skalbaggsart som beskrevs av Sharp 1875. Paragymnopleurus rudis ingår i släktet Paragymnopleurus och familjen bladhorningar. Inga underarter finns listade i Catalogue of Life.